# Wonoboyo (Wonoboyo)
Wonoboyo is een bestuurslaag in het regentschap Temanggung van de provincie Midden-Java, Indonesië. Wonoboyo telt 2097 inwoners (volkstelling 2010).